# Jabari Smith Jr.
Jabari Montsho Smith Jr. (Fayetteville, 13 de maio de 2003) é um norte-americano jogador de basquete profissional que atualmente joga no Houston Rockets da National Basketball Association (NBA).
Ele jogou basquete universitário pela Universidade de Auburn e foi selecionado pelo Houston Rockets como a terceira escolha geral no Draft da NBA de 2022.

## Início da vida e carreira no ensino médio
Filho de Jabari Smith Sr. e Taneskia Purnell, Jabari nasceu em 13 de maio de 2003 em Fayetteville, Geórgia. Seu pai jogou basquete universitário na LSU e teve uma carreira de cinco anos na NBA jogando pelo Sacramento Kings, Philadelphia 76ers e New Jersey Nets, antes de jogar na Espanha, Turquia, Irã e Porto Rico.
Smith começou a jogar basquete aos 5 anos e foi treinado por seu pai. Seu pai, enquanto estava na NBA, percebeu a chegada de jogadores internacionais altos com chutes fortes, e decidiu moldar Smith como um jogador que, apesar de ter 1,90m, venceria com arremessos e não com tamanho.
Smith começou a jogar basquete universitário em seu segundo ano na Sandy Creek High School em Tyrone, Geórgia. Em seu terceiro ano, ele teve médias de 24,5 pontos, 10,8 rebotes e 2,8 bloqueios. Em sua última temporada, Smith teve médias de 24 pontos, 10 rebotes, três roubadas de bola e três bloqueios, levando sua equipe ao vice-campeonato estadual da Classe 3A. Ele foi nomeado o Sr. Basketball da Geórgia e o Jogador do Ano do Atlanta Journal-Constitution.

### Recrutamento
Smith era um prospecto de cinco estrelas de consenso e um dos melhores jogadores da classe de 2021. Em 9 de outubro de 2020, ele anunciou seu compromisso de jogar basquete universitário pela Universidade de Auburn e rejeitando as ofertas de Tennessee, Geórgia, LSU, Georgia Tech e Carolina do Norte. Ele se tornou o jogador mais bem classificado a se comprometer com Auburn na era moderna do recrutamento. Smith disse que se comprometeu com Auburn devido ao seu ajuste no estilo de jogo das equipes sob o comando do treinador Bruce Pearl, proximidade de casa e porque a universidade poderia fornecer a ele uma experiência universitária mais tradicional do que em outro lugar.
| Nome | Cidade natal                                           | Escola           | Altura              | Peso           | Data                 |
| --- | ------------------------------------------------------ | ---------------- | ------------------- | -------------- | -------------------- |
| Jabari Smith Jr.PF | Fayetteville, GA                                       | Sandy Creek (GA) | 6 ft 10 in (2.08 m) | 210 lb (95 kg) | 9 de Outubro de 2020 |
| Jabari Smith Jr.PF | Classificação: Rivals: 247Sports: ESPN: ESPN grade: 97 |                  |                     |                |                      |
| Classificação geral de novatos: 247Sports: 7º \| Rivals: 6º \| ESPN: 6º |                                                        |                  |                     |                |                      |
| - Nota: Em muitos casos, Scout, Rivals, 247Sports e ESPN podem entrar em conflito em suas listas de altura e peso. Nestes casos, a média foi obtida. As notas da ESPN estão em uma escala de 100 pontos. - Fonte: |                                                        |                  |                     |                |                      |

## Carreira universitária
Como calouro, Smith teve médias de 16,9 pontos, 7,4 rebotes e duas assistências, enquanto ajudava a levar a sua equipe ao título da temporada regular da SEC. Em sua estreia no Torneio da NCAA contra Jacksonville State, Smith registrou seu 6º duplo-duplo da temporada. Na segunda rodada do torneio, Smith teve seu pior aproveitamento de arremesso da temporada com 3 de 16 e a sua equipe perdeu por 79-61 para Miami.
Na conclusão de sua temporada de calouro, Smith foi premiado como o Calouro do Ano da SEC e foi selecionado para a Primeira-Equipe SEC e para a Segunda-Equipe All American. Em 5 de abril de 2022, Smith se declarou para o draft da NBA de 2022, renunciando à elegibilidade universitária restante.

## Carreira profissional

### Houston Rockets (2022–Presente)
Antes do draft da NBA de 2022, acreditava-se que Smith era a escolha geral número um. No entanto, Smith cairia para a terceira escolha geral sendo selecionado pelo Houston Rockets.
Ele fez sua estreia na Summer League registrando 10 pontos, sete rebotes, três assistências e um roubo de bola na derrota por 91-77 contra o Orlando Magic. Em 2 de outubro de 2022, Smith fez sua estreia na pré-temporada e teve 21 pontos, oito rebotes e duas assistências na vitória por 134-96 contra o San Antonio Spurs.

## Perfil do jogador
Com 2,11 metros, uma envergadura de 2,15 m e pesando 93,6 kg, Smith desempenha predominantemente a posição de Ala-pivô. O comprimento de Smith o torna um jogador versátil tanto no ataque quanto na defesa. Na defesa, ele é móvel no perímetro e físico no interior, tornando-o um candidato para defender grandes homens, mas também alternar confortavelmente para os armadores. Muitas fontes e olheiros compararam seu estilo de jogo com outros grandes homens como Rashard Lewis, Chris Bosh, Michael Porter Jr. e Kevin Durant.
Scouts observaram que a principal fraqueza de Smith no ataque ao entrar no draft é o manuseio da bola.

## Carreira na seleção
Smith jogou pela Seleção Americana na Copa América Sub-16 de 2019 em Belém, Brasil. Ele teve médias de 13,8 pontos e 6,2 rebotes e ajudou sua equipe a conquistar a medalha de ouro.

## Estatísticas da carreira

### Universitário
| Ano     | Equipe | PJ | PT | MPJ  | AP   | 3P   | LL   | RT  | AS  | BR  | TO  | PPJ  |
| ------- | ------ | -- | -- | ---- | ---- | ---- | ---- | --- | --- | --- | --- | ---- |
| 2021–22 | Auburn | 34 | 34 | 28.8 | .429 | .420 | .799 | 7.4 | 2.0 | 1.1 | 1.0 | 16.9 |

## Prêmios e Homenagens
NBA
- NBA All-Rookie Team:
  - Segundo Time: 2023

## Vida pessoal
O pai de Smith, Jabari, jogou na NBA por quatro temporadas e competiu profissionalmente no exterior. O primo distante de Smith, Kwame Brown, foi a primeira escolha geral no draft da NBA de 2001 e jogou na NBA por 13 temporadas.